# Gyula Kormos
Gyula Kormos, cu numele de familie real Székely; cunoscut și sub pseudonimele Székely Dávid, Rákosi Péter sau Szabó David, (n. 8 august 1917, Gheorgheni – d. 10 iulie 1981, Cluj-Napoca) a fost un jurnalist, scriitor, editor și traducător maghiar din Transilvania.

## Biografie
A absolvit Colegiul Unitarian din Cluj (1936) și studii de teologie unitariană (1941). A fost preot și catehet la Cluj (1941-1944), apoi a început o carieră jurnalistică. A lucrat ca redactor la publicațiile Világosság (1944-1950), Falvak Népe (1949-1950), Művelődési Útmutató (1951-1952), Utunk (1951-1952), Új Élet (1968), Új Idő (1968), Igazság (1969). Între timp, a obținut de la Universitatea Babeș-Bolyai din Cluj o diplomă de specializare ca profesor de liceu de limba și literatura maghiară (1962).
A scris articole în publicațiile teologice Unitárius Közlöny (1935) și Kévekötés, apoi în Keleti Újság și Magyar Újság (1938-1944), ca reporter, comentator și critic literar. A debutat ca scriitor în 1950 cu volumul de povestiri A rovátka (Zgîrietura). A publicat mai multe volume de povestiri, romane și piese de teatru. A tradus în limba maghiară operele unor scriitori români ca Marin Preda (Moromeții); Liviu Rebreanu (Catastrofa), Nicolae Mărgeanu (Cercul magic) și Francisc Munteanu (Pistruiatul) și a publicat o monografie în limba maghiară dedicată lui Liviu Rebreanu (1975).

## Scrieri
- A rovátka (povestiri, București, 1950);
- A levél (povestiri, 1952);
- Akik megelőzik az időt (împreună cu János Dán, povestiri, București, 1952);
- Nászajándék (povestiri, București, 1954);
- Hosszú kaszanyél (povestiri, București, 1956);
- Faluról a falunak (teatru, Târgu Mureș, 1957);
- Ketrec (teatru, București, 1958);
- Miske András hegedűje (povestiri, București, 1958);
- A hattyúk felrepülnek (roman, București, 1960);
- Nem lehet akárki (povestiri, București, 1961);
- Virágoznak a fák (teatru, 1961);
- Két füst között (povestiri, București, 1964);
- Iskola a hegyek között (roman, București, 1967);
- Matild néni metamorfózisa (povestiri și nuvele, București, 1968);
- Küszöb (roman, București, 1969);
- Liviu Rebreanu (monografie, Cluj, 1975).

### Scrieri traduse în limba română
- Zgîrietura (1950);
- Coasa e lungă (1958);
- Colivie (1958).

## Traduceri
- Marin Preda: A Moromete család vol. I-II (Moromeții, 1956, 1961);
- Liviu Rebreanu: Katasztrófa (Catastrofa, nuvele, 1962);
- Nicolae Mărgeanu: Bűvös kör (Cercul magic, 1967);
- Francisc Munteanu: A kis szeplős (Pistruiatul, roman, 1979).